# Euprosopia kienyangensis
Euprosopia kienyangensis är en tvåvingeart som först beskrevs av Ouchi 1938.  Euprosopia kienyangensis ingår i släktet Euprosopia och familjen bredmunsflugor. Inga underarter finns listade i Catalogue of Life.